# رود موکشا
 رود موکشا رودی است به رود اوکا می‌ریزد. این رود از کشور روسیه می‌گذرد.